# Detva (huyện)
Detva (tiếng Slovak: okres Detva) là một huyện thuộc vùng hành chính Banská Bystrica, trung Slovakia. Trước năm 1918, phần lớn diện tích của huyện thuộc hạt Zólyom, Vương quốc Hungary ngoại trừ Látky, Podkriváň, Horný Tisovník ở phía đông và phía nam hình thành lên một phần hạt Nógrád.

## Dân số
| Năm            | 1994   | 2004   | 2014   | 2024   |
| -------------- | ------ | ------ | ------ | ------ |
| Số lượng người | 34.200 | 33.173 | 32.632 | 30.380 |
| Sự khác biệt   |        | −3,00% | −1,63% | −6,90% |

| Năm            | 2023   | 2024   |
| -------------- | ------ | ------ |
| Số lượng người | 30.562 | 30.380 |
| Sự khác biệt   |        | −0,59% |

## Đô thị
Huyện có 15 đô thị, trong đó có 2 thị trấn.
- Detva
- Detvianska Huta
- Dúbravy
- Horný Tisovník
- Hriňová
- Klokoč
- Korytárky
- Kriváň
- Látky
- Podkriváň
- Slatinské Lazy
- Stará Huta
- Stožok
- Vígľaš
- Vígľašská Huta-Kalinka